# Brodić
Brodić falu Horvátországban Kapronca-Kőrös megyében. Közigazgatásilag Ferdinandovachoz tartozik.

## Fekvése
Szentgyörgyvártól 15 km-re keletre Babócsával átellenben a Dráva jobb partján fekszik.

## Története
A falunak 1890-ben 193, 1910-ben 433 lakosa volt. Trianonig Belovár-Kőrös vármegye Szentgyörgyi járásához tartozott. 2001-ben a falunak 123 lakosa volt.

## Nevezetességei
Kis kápolnája.

## Külső hivatkozások
Ferdinandovac község hivatalos oldala